# PGC 47922
LEDA/PGC 47922 ist eine kompakte Galaxie im Sternbild Jungfrau auf der Ekliptik. Sie ist schätzungsweise eine Milliarde Lichtjahre von der Milchstraße entfernt und bildet gemeinsam mit NGC 5230 und PGC 47941 ein optisches Galaxientrio.
Im selben Himmelsareal befinden sich u. a. die Galaxien NGC 5221, NGC 5222, NGC 5226, IC 901. 